# Eucelatoria charapensis
Eucelatoria charapensis là một loài ruồi trong họ Tachinidae.